# DRG E 16 101
A DRG E 16.5 német 1'Do1' tengelyelrendezésű, 15 kV, 16,7 Hz áramrendszerű villamosmozdony volt. 1928-ban készült belőle egy példány az SSW és a Borsig gyáraiban. 1958-ban lett selejtezve. A mozdonnyal szerzett tapasztalatok alapján készült el később a DRG E 17 sorozat és a DRG E 04 sorozat.